# سیمپل پلن
سیمپل پلن (به انگلیسی: Simple Plan) (به معنی نقشه ساده) نام یک گروه موسیقی به سبک پاپ-پانک در مونترال کانادا می‌باشد که اولین فعالیت خودش را در سال ۱۹۹۹ میلادی آغاز کرد.
ترکیب گروه متشکل از پیر بوویر (خواننده اصلی و باس)، چاک کومئو (درامز)، جف استینکو (گیتار اصلی)، و سباستین لوفور (گیتار ریتم، آواز). دیوید دسروزیر (خواننده باس و پشتیبان) هم در اوایل سال ۲۰۰۰ به گروه پیوست و در ژوئیه ۲۰۲۰ به دلیل اتهامات سوء رفتار جنسی از گروه جدا شد